# مايكل فاارمان
مايكل فاارمان (بالإنجليزية: Michael Fairman)‏ هو كاتب سيناريو وممثل أمريكي، ولد في 25 فبراير 1934 بنيويورك في الولايات المتحدة.

## أعمال

### أفلام
- (1999) قوى الطبيعة[2]
- (2001) طريق مولهولاند[3][4]
- (2007) هدوء تام

### مسلسلات
- الملفات الغامضة
- دارما وغريغ
- ديناستي
- شبح هامس

## وصلات خارجية
- مايكل فاارمان على موقع IMDb (الإنجليزية)
- مايكل فاارمان على موقع ألو سيني (الفرنسية)
- مايكل فاارمان على موقع قاعدة بيانات الأفلام السويدية (السويدية)
- مايكل فاارمان على موقع قاعدة بيانات الفيلم (الإنجليزية)
- مايكل فاارمان على موقع كينوبويسك (الروسية)